# Malamut d'Alaska
El malamut d'Alaska és una raça de gos gran que originalment va ser criada per la seva força i resistència, per transportar mercaderies pesades com a gos de trineu. És similar a altres races àrtiques com el husky d'Alaska, el spitz, el gos de Groenlàndia, el gos esquimal canadenc, el husky siberià i el samoiede.

## Etimologia
El terme "husky" va començar a utilitzar-se a mitjans i finals del 1700. En aquella època, "esquimal" o "eskimo" era un terme comú per als habitants àrtics precolombins d'Amèrica del Nord. S'utilitzaven diverses permutacions dialectals, com ara uskee, uskimay i huskemaw. Així, els gossos utilitzats pels pobles àrtics eren els gossos dels huskies, els gossos dels huskies i, finalment, simplement els gossos husky. Els colons canadencs i americans, que no coneixien bé la geografia russa, van ampliar més tard la paraula als gossos de trineu dels Txuktxis importats de Rússia, donant lloc així al terme husky siberià.

## Origen de la raça
El malamut, igual que els altres nòrdics, procedeix de la part central d'Àsia, com a resultat d'emigracions que es van produir fa milers d'anys cap a la zona de Sibèria, arribant temps després a Alaska. No eren mers acompanyants, sinó gossos de treball, necessaris per a la supervivència de la tribu. Es produïen contínues seleccions, naturals i humanes; allí només sobrevivien els més forts. Els primers malamuts van ser criats per una tribu d'Alaska anomenada Mahlemiut el significat exacte de la qual es desconeix i que pertanyia a una regió anomenada Kotzebue Sound compresa entre els rius Kobuk i Noatak. Amb l'arribada de la febre de l'or, aquests gossos van ser necessaris per a travessar les regions de Klondike. Successius creuaments van anar modificant la raça fins a arribar a l'estàndard actual.

## Morfologia
Es tracta d'un gos amb tòrax profund, cos fort i compacte, amb el dors recte. El cap ha de ser ample i vigorós, amb musell gran. La cua molt poblada doblegada sobre el dors. La seva semblança amb el llop el dota d'una característica bellesa.
Color
Els colors habituals van des del gris clar fins al negre, sempre amb el ventre, part de les extremitats i la màscara de color blanc. Només s'admet l'unicolor si és blanc.
Pelatge
Gruixut i rude. No és ni llarg ni suau. El subpèl és dens i oliós. Al voltant del coll apareix un gruixut collaret. Tot això necessari per a suportar els climes extrems dels quals prové.
Mides estàndard
Alçada a la creu: mascles uns 63,5 cm, femelles uns 58,4 cm
Pes: mascles cap als 38,4 Kg i les femelles uns 33,9 Kg
Actualment els criadors estan prioritzant les seves dimensions a l'hora de fer-ne la selecció genètica, amb el qual podem veure'n fàcilment exemplars de més de 40 kg.

## Cures
Es tracta d'un gos molt rústic, adaptat a condicions de fred extrem. Agrairà qualsevol sortida a la neu, ho hem d'aprofitar quan en tinguem l'oportunitat. Necessita activitat física i no hem d'escatimar en les sortides amb llargs passejos.
El seu pèl ha de cuidar-se amb raspallats i no rentar-lo amb excés (eliminaríem la capa oliosa del subpèl).
És un gos que té un metabolisme molt eficaç per la mancança d'aliments i les llargues jornades de treball que patia al seu entorn originari. Això provoca que necessiti menys aliment que altres gossos amb pes i mida similars, de manera que, si a més fa poc exercici, té tendència a engreixar-se fàcilment.

## Temperament
Té fama d'independent i escapista, encara que sempre tornarà a la seva llar. Tenen un gran instint de supervivència i de defensa dels seus. El malamut és un gos capaç de prendre decisions, audaç, simpàtic fins al moll de l'os, afectuós, juganer, pispa, perseverant,... És un bon company que requereix tot el nostre afecte i amb un comportament una mica diferent a altres gossos, la qual cosa agrada els seus amos.
Per les condicions en les quals vivia originàriament (haver de suportar fred extrem, pocs aliments disponibles, o jornades de treball intens durant hores i dies) són molt propensos a estalviar el màxim d'energia possible, pel que sempre que poden miren de descansar per preparar-se per l'hora que "toqui treballar". Això fa que siguin gossos molt tranquils a casa, quan han gaudit d'una bona dosi d'exercici diari, on hi poden passar pràcticament desapercebuts. No obstant això quan estan avorrits no dubten gens a venir-te a buscar desplegant tots els seus encants perquè juguis una estona amb ells.

## Entrenament
No es pot plantejar un entrenament similar a altres gossos, a causa del seu caràcter. No obstant això, amb grans dosis de paciència es pot aconseguir ensenyar-lo.
En realitat el seu desavantatge principal és que són molt independents i poc servils, la qual cosa provoca que de vegades no facin cas fàcilment, sobretot si l'amo vol imposar les seves ordres per la força.
Per això hi ha gent que creu que són tossuts i poc llestos però en realitat són molt intel·ligents i amb una mica de mà esquerra es poden ensinistrar perfectament, fins i tot per fer amb ells esports com l'agility.

## Utilitat
Gos de companyia sempre que se li d'oportunitat d'exercitar-se, amb unes característiques que molts aprecien. Excel·lent guardià i gos de defensa. La seva funció originària és el tir de trineus per a llargues distàncies, per la qual cosa són molt resistents al cansament i són molt apropiats per pràctiques com el bikejoring o el cani-cross.